# 德芒日欧索
德芒日欧索（法語：Demange-aux-Eaux，法語發音：[dəmɑ̃ʒ o.z‿o]）是法国默兹省的一个旧市镇，属于科梅尔西区。2019年，德芒日欧索与市镇博迪涅库尔合并为新市镇德芒日-博迪涅库尔，德芒日欧索为新市镇行政中心。

## 地理
德芒日欧索（48°34'55"N, 5°27'33"E）面积24.86 平方千米，位于法国大東部大區默兹省，该省份为法国西北部内陆省份，北与比利时接壤，西接马恩省和阿登省，南至上马恩省和孚日省，东临默尔特-摩泽尔省。
与德芒日欧索接壤的市镇（或旧市镇、城区）包括：博迪涅库尔、巴尔布尔河畔博韦、德卢兹-罗西耶尔、莫瓦日、雷夫鲁瓦、圣茹瓦尔。

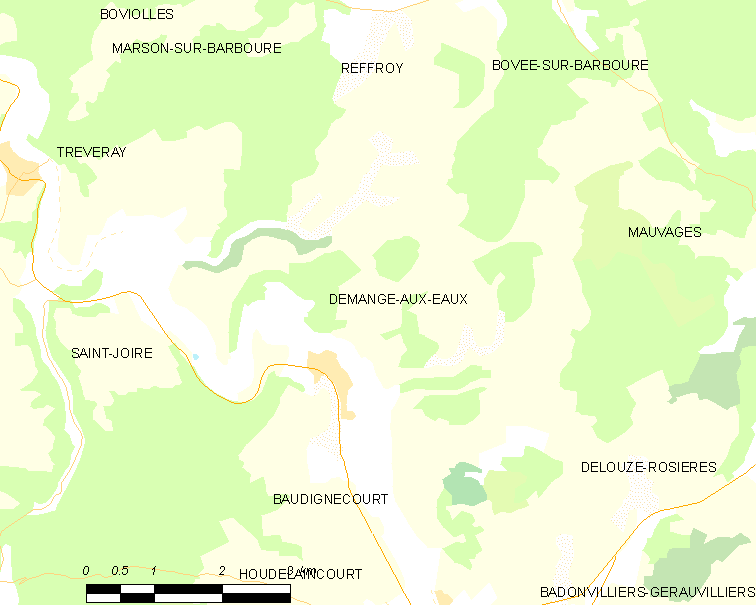
德芒日欧索的OSM定位图

德芒日欧索的时区为UTC+01:00、UTC+02:00（夏令时）。

## 行政
德芒日欧索的邮政编码为55130，INSEE市镇编码为55150。

## 政治
德芒日欧索所属的省级选区为利尼昂巴鲁瓦县。

## 人口

1962-2008年间德芒日欧索人口变化图示

德芒日欧索于2013时的人口数量为523人。